# Коротеев, Николай Иванович (физик)
Никола́й Ива́нович Короте́ев (2 апреля 1947, Сталинград, СССР — 4 декабря 1998, Москва, Россия) — советский и российский физик, специалист по нелинейной спектроскопии и воздействию интенсивного лазерного излучения на вещество. Доктор физико-математических наук, профессор. Заведующий кафедрой общей физики и волновых процессов физического факультета и директор международного учебно-научного лазерного центра МГУ имени М.В. Ломоносова.

## Биография
Н. И. Коротеев родился 2 апреля 1947 г. в Сталинграде. Окончил ФМШ-18 имени А. Н. Колмогорова МГУ, затем физический факультет по специальности физик (1971) и аспирантуру физического факультета (1974) МГУ имени М. В. Ломоносова.
Кандидат физико-математических наук (1974), тема кандидатской диссертации: «Когерентная активная спектроскопия комбинационного рассеяния света в центросимметричных средах с помощью оптического параметрического генератора» (научный руководитель: профессор С. А. Ахманов).
В 1978 году уехал на годовую стажировку в Стэнфордский университет к известному ученому Бобу Байеру, во время которой завершил большую часть своей будущей докторской диссертации .
Доктор физико-математических наук (1983), тема докторской диссертации: «Когерентная активная спектроскопия молекул и кристаллов с помощью перестраиваемых лазеров».
Профессор (1986), заведующий кафедрой общей физики и волновых процессов (1992—1998) физического факультета МГУ. Проректор МГУ по международным связям (1992—1996). В 1989 году возглавил организованный по инициативе С. А. Ахманова Международный учебно-научный лазерный центр МГУ и был его бессменным директором (1989—1998). Член Учёных советов МГУ (1992—1998) и физического факультета МГУ (1992—1998).
На физическом факультете МГУ читал лекционные курсы: «Взаимодействие мощного лазернoro излучения с веществом», «Дополнительные главы нелинейной оптики: фемтосекундная спектрохронография», «Физика мощного лазерного излучения», «Лазерная диагностика вещества».
Академик и член Президиума Академии инженерных наук РФ (1990). Академик МАН ВШ (1995). Член Научного совета РАН по когерентной и нелинейной оптике (1987—1998). Член Всероссийского оптического общества им. Д. С. Рождественского (1992). Член правления отделения квантовой электроники и оптики Европейского физическoro общества (1992—1996). Член Оптического общества Америки (1992), Международного общества оптической инженирии (1991), комиссии по квантовой Электроники Международнoro союза по чистой и прикладной физике (1993—1997). Член редколлегий журналов «Квантовая Электроника» (1992—1998), «Nonlinear Optics» (1992—1998), «Joumal of Raman Spectroscopy» (1994—1998), «Optics Communication» (1995—1998), «Biospectroscopy» (1994—1998)
Н. И. Коротеев подготовил 25 кандидатов наук. 7 его прямых учеников защитили докторские диссертации. Н. И. Коротеев — член редколлегий научных журналов «Квантовая электроника», «Nonlinear Optics», «Journal of Raman Spectroscopy», «Optics Communications», «Biospectroscopy».
Является автором более 300 научных работ, в том числе четырёх монографий.
Трагически погиб. 
Похоронен на Троекуровском кладбище.

### Область научных интересов
Нелинейная оптика, лазерная физика, нелинейная лазерная спектроскопия (включая активную спектроскопию когерентнoro антистоксова рассеяния света, КАРС), разработка и применение лазеров сверхкоротких световых импульсов (пико- и фемтосекундных), лазерная диагностика возбуждённых сред и плазмы, лазерно-индуцированных процессов вблизи и на поверхности твердых тел, применение лазеров в науках о жизни.

### Научные достижения
Н. И. Коротеев имеет приоритет в экспериментальной реализации когерентной активной спектроскопии комбинационного рассеяния света — нового эффективного метода лазерной спектроскопии, получившero в настоящее время широкую известность во всем мире под аббревиатурой КАРС (АСКР).
Наиболее значимым результатом работ, относящихся к молекулярным газовым средам, является первое прямое измерение (в начале 1980-х гг.) путей и скоростей межмодовoro перераспределения и релаксации колебательного возбуждения в многоатомных молекулах, селективно возбуждаемых с помощью резонанснoro лазернoro инфракрасного излучения или лазерной бигармонической накачки.
Вместе с сотрудниками им впервые были зарегистрированы в реальной наносекундной шкале времени процессы плавления и рекристаллизации под действием лазерного излучения кристалла арсенида галлия, что опровергло активно обсуждавшуюся в начале 1980-х гг. теорию «холодного» (без плавления) лазернoro отжига полупроводников.
Вместе с сотрудниками им были получены многочисленные новые результаты при изучении лазерно-индуцированных процессов возбуждения и конформационных изменений в больших органических молекулах, представляющих значительный интерес для биологии, в том числе в белках и полипептидах, в исследовании биологической роли возбуждённого синглетного кислорода, процессов фотодинамического действия лазернoro излучения на опухолевые ткани. Предложил новые высокочувствительные нелинейно-оптические методы исследования исключительной хиральной чистоты живой природы на молекулярном уровне.

## Награды
- Лaypeaт премии им. Р. В. Хохлова Совета молодых учёных МГУ (1978)
- Лауреат премии для молодых учёных АН СССР (1979)
- Медаль им. С. И. Вавилова Всероссийского общества им. Д. С. Рождественского (1995)[2]
- Лауреат Ломоносовской премии МГУ I степени (1996)

## Семья
Жена — Нина Николаевна Коротеева, урождённая Сошникова, филолог (окончила филологический факультет МГУ)

## Основные труды
- С. А. Ахманов, Н. И. Коротеев. Методы нелинейной оптики в спектроскопии рассеяния света : Актив. спектроскопия рассеяния света. — М.: Наука, 1981. — 543 с.
- Н. И. Коротеев, И. Л. Шумай. Физика мощного лазерного излучения. — М.: Наука, 1991. — 309 с. — ISBN 5-02-014474-6.
- S. A. Akhmanov, N. I. Koroteev, I. L. Shumay. Nonlinear optical diagnostics of laser-excited semiconductor surfaces. — London: Gordon & Breach Sci. Publ, 1989. — P. 76. — ISBN 3-7186-4891-1.
- S. A. Akhmanov, V. I. Emelianov, N. I. Koroteev. Interaction of strong laser radiation with solids and nonlinear optical diagnostics of surfaces. — Leipzig: Teubner Verlag, 1990. — P. 204. — ISBN 3-3229-6426-4.